# Interessenjurisprudenz
Die Interessenjurisprudenz ist eine juristische Methodenlehre der Rechtswissenschaft. Sie wurde in den 1900er-Jahren aus dem Ansatz heraus entwickelt, dass Ziel des Rechts sein muss, Interessenkonflikte friedlich zu lösen. Im Sinne des Fortschritts versucht die Interessenjurisprudenz sicherzustellen, dass rechtliche Modernisierungen auf Ausgleich der Interessenslagen bedacht sind. Zur Rechtsfortbildung werden die Interessenbewertungen des Gesetzgebers herangezogen.

## Geschichte
Die Interessenjurisprudenz wurde maßgeblich von Philipp Heck und Rudolf Müller-Erzbach entwickelt und fußt auf der Ethik Jeremy Benthams und Rudolf von Jherings. Im Anschluss an Jhering versteht die Interessenjurisprudenz jede gesetzliche Norm als Entscheidung des Gesetzgebers, einzelne gesellschaftliche Interessenkonflikte zu befrieden. Der Richter, der ein Gesetz auslegt, muss sich diese Konflikte vor Augen führen, das originäre gesetzliche Ansinnen gleichsam „rekonstruieren“, damit die Entscheidung des Gesetzgebers bei Erlass der Norm zutreffend erfasst werden kann. Hecks Vorstellungen entsprechend, soll sich der Rechtsanwender die Intention des Gesetzgebers deutlich machen, warum bestimmte Interessenslagen bevorzugt behandelt wurden, oder warum er für legislatorischen Ausgleich sorgte, wenn Interessenskollisionen bestehen bleiben mussten. Der Richter muss also ermitteln, welche Interessen sich in dem zu beurteilenden Fall gegenüberstehen. Er muss prüfen, ob und gegebenenfalls wie das Gesetz diesen Interessenkonflikt entschieden hat. Da sich die Methode der Interessensjurisprudenz nach Hecks Auffassung der „Lebensforschung“ und der „Lebenswertung“ verschrieben hat, vermag der Richter auf Basis seiner erlangten Erkenntnisse, Recht zutreffend zu interpretieren und gegebenenfalls rechtsschöpfend tätig zu werden. Die Interessensjurisprudenz griff Max Weber in seiner Rechtssoziologie auf.
Auch kann die Interessenjurisprudenz als Weiterentwicklung der Begriffsjurisprudenz Jherings begriffen werden. Ursprünglich wollte Jhering ein methodisch von subjektiven Einflüssen befreites Recht etablieren, das sich zudem an Savignys rechtsgeschichtlichem Bewusstsein orientierte. Davon rückte er insofern ab, als er Recht nicht mehr über die bloße Abstraktion von Begrifflichkeiten definieren wollte. Erfolg war ihm dabei insofern beschieden, als er in seinem unvollendet gebliebenen Werk Der Zweck im Recht (1877/83), erste Komponenten einer Rechtssoziologie vorwegnahm. Die fundamentalen Überlegungen Hecks und die noch zaghaften Ansätze Jherings übertrug Franz von Liszt dann auf das Strafrecht (Der Zweckgedanke im Strafrecht 1882).
Ab 1900 wurde der Ansatz in der deutschen Privatrechtsdogmatik vorherrschend und auch die Rechtsprechung übernahm die Methode.

## Inhaltliche Bedeutung
Die Interessenjurisprudenz geht von zwei zentralen Prämissen aus: erstens von der Bindung des Richters an das Gesetz, zweitens von der Unzulänglichkeit und Lückenhaftigkeit gesetzlicher Normen (sogenannte „Lückentheorie“). Zur Füllung von Lücken soll der Richter die Wertentscheidungen heranziehen, die im Gesetz niedergelegt sind. Fehlt dazu eine einschlägige Norm, ist der Richter aufgefordert, rechtsschöpferisch tätig zu werden, er soll dann Recht fortbilden. Maßstab seiner Entscheidung ist die gesetzliche Grundentscheidung zu den sich einander gegenüberstehenden Interessen in vergleichbaren Fällen. Den Richter trifft nicht buchstabengenauer, sondern „interessengemäßer“ Gehorsam gegenüber dem Gesetz. Das Verfahren war als Gesetzes-/Rechtsanalogie zwar längst bekannt, erfuhr aber über die Anwendung auf die Parteieninteressen eine neue methodische Begründung.
Waren Lücken im Gesetz beabsichtigt, weil sie entweder durch richterliches Ermessen auf der Rechtsfolgenseite gefüllt werden sollten, oder bestanden sie aufgrund unbestimmter Rechtsbegriffen auf Tatbestandsseite, oblag es dem Richter den Einzelfall so zu entscheiden, wie er ihn – versetzt in die Rolle des Gesetzgebers – entscheiden würde. Diese Aufforderung ist beispielsweise im Art. 1 des Schweizerischen Zivilgesetzbuches normiert worden.
Im Dritten Reich wurde die Interessenjurisprudenz als zu individualistisch abgelehnt. Die nationalsozialistische Rechtsphilosophie kritisierte, dass die Interessenjurisprudenz die nationalen und gemeinschaftlichen Interessen mit materiellen Einzelinteressen auf eine Stufe stelle und die Einheit von Gemeinschafts- und Sonderinteressen vernachlässige.
Auf der Interessenjurisprudenz baut die spätere Wertungsjurisprudenz auf, deren Credo war, dass dem Gesetz stets eine gesetzgeberische Bewertung zugrunde liegt. Diese bewerteten Interessen werden Inhalt von Rechtsnormen.